# Boreosignum polynesiensis
Boreosignum polynesiensis är en kräftdjursart som först beskrevs av Müller 1989.  Boreosignum polynesiensis ingår i släktet Boreosignum och familjen Paramunnidae. Inga underarter finns listade i Catalogue of Life.